# Twin Bridges (Montana)
Twin Bridges è una città degli Stati Uniti d'America situata nel Montana, nella Contea di Madison.